# بخش احمدآباد مستوفی
بخش احمدآباد مستوفی یکی از بخش‌های شهرستان اسلامشهر است.
بخش احمدآباد مستوفی به مرکزیت شهر احمدآباد مستوفی. و مکان‌های چیچکلو و ایرین به بخش احمدآباد مستوفی ملحق شده‌است؛ و دهستان چیچکلو به مرکزیت روستای چیچکلو از الحاق روستاها و مکان های؛ چیچکلو، ایرین و بهمن‌آباد تغییر یافته‌است.